# لبنى
اللُبْنَى أو اللّبان أو الإصطرك الطبي أو شجرة المحلب أو الإصطرك المخزني أو حوز، ميعة (باللاتينية: .Styrax officinalis L) نوع نباتي شجري من جنس الإصطرك يتبع الفصيلة الإصطركية (باللاتينية: Styracaceae). اسمها السرياني: شْطُرْكَا. موطنها الأصلي آسيا  وتكثر في بلاد الشام ومنها انتقلت إلى أوروبا، ويرجع البعض تسمية شجرة اللبنى إلى لبنان موطنها الأصلي. موطنها المشرق العربي وتركيا والبلقان وإيطاليا.

## الوصف النباتي
شجرة صغيرة جميلة يصل إلى أكثر من عشرة أمتار. أوراقها بيضوية خماسية الأجزاء بما يشبه شكل النجمة  ذات نهاية مدورة ولونها أخضر ناصع مجرد من الشعيرات على الوجه العلوي، وتغطي وجهها السفلي شعيرات بيضاء قطنية. وللورقة حافة ملساء. الأزهار بيضاء قشدية اللون، قطرها 2-3 سم، معنقة، متدلية، رائحتها زكية، وتتجمع الأزهار في تورات من 3-6 أزهار على محور قصير. والثمرة حسلة بحجم الكرزة ومغطاة بأشعار بيضاء متلبدة.
يستخدم الصمغ المستخرج من الشجرة كبخور كما أنه يستعمل في علاج بعض الأمراض.

## مقالات ذات علاقة
- لبان.
- ميعة